# Ralph Truman
Ralph Truman (Londres, 7 de maio de 1900 – Ipswich, 16 de outubro de 1977), nasceu Ralph du Vergier Truman, foi um ator britânico. Ele apareceu em 105 filmes entre 1931 e 1975.

## Filmografia selecionada
- The Shadow (1933)
- Captain Bill (1936)
- The Gay Adventure (1936)
- Oliver Twist (1948)
- Quo Vadis (1951)
- The Night My Number Came Up (1955)
- The Ship That Died of Shame (1955)
- The Black Tent (1956)
- The Man Who Knew Too Much (1956)
- Wicked As They Come (1956)
- The Long Arm (1956)
- Sotto dieci bandiere (1960)
- El Cid (1961)
- Nicholas and Alexandra (1971)